# Sächsisch-Schlesische Eisenbahngesellschaft

Die Strecke der Sächsisch-Schlesischen Eisenbahngesellschaft

Die Sächsisch-schlesische Eisenbahngesellschaft war ein Eisenbahnunternehmen in Sachsen. Sie wurde 1843 mit dem Ziel gegründet, bis 1847 eine „sächsisch-schlesische Bahn“ zwischen Dresden und Görlitz zu bauen. 1851 übernahm der sächsische Staat die heute als Bahnstrecke Görlitz–Dresden bekannte Linie und unterstellte sie 1852 der Königlichen Staatseisenbahndirektion zu Dresden.

## Geschichte
Die Eröffnung der ersten deutschen Eisenbahn von Nürnberg nach Fürth 1835 und der geografisch wesentlich näher liegende Bau der Eisenbahn von Leipzig nach Dresden stießen im 1833 gegründeten Bautzener Gewerbeverein auf beachtliche Aufmerksamkeit. 1836/37 gab es drei Vorträge bzw. Gedankenaustausche, die dem allgemeinen Verständnis für das neue Beförderungsmittel dienen sollten. Gleichzeitig bildete sich ein Interessenverein für den Weiterbau der Leipzig-Dresdner Eisenbahn durch die Oberlausitz in Richtung Görlitz/Breslau, eine Verbindung, die Friedrich List in seinem Entwurf eines deutschen Eisenbahnnetzes noch nicht bedacht hatte. Gleichartige Vereine bildeten sich auch in Görlitz, Breslau und Zittau. Sie wollten so die nach der Trennung der Oberlausitz 1815 gestörten, traditionellen Handelswege wieder beleben.
Nachdem die Leipzig-Dresdner Eisenbahn-Compagnie von ihrem Vorhaben einer weiterführenden Eisenbahn durch die Oberlausitz zurückgetreten war, gründeten Anfang 1836 die in Bautzen und Zittau tätigen Initiativvereine ein Oberlausitzer Eisenbahn-Comité. Die preußische Regierung zeigte an dem grenzüberschreitenden Projekt zunächst wenig Interesse, weshalb auch Zittau als Endpunkt einer direkten Bahnverbindung mit Dresden ins Gespräch kam. Erst eine persönliche Initiative aus dem sächsischen Herrscherhaus bei preußischen König Friedrich Wilhelm IV. im Frühjahr 1843 soll die Verhandlungen beschleunigt haben. Ein Staatsvertrag gab schließlich am 24. Juli 1843 den Weg zum Bau der Sächsisch-Schlesischen Eisenbahn (SSE) frei. Da auf preußischer Seite gleichzeitig von der Niederschlesisch-Märkischen Eisenbahn (NME) eine Verbindung nach Görlitz erbaut werden sollte, war damit eine Eisenbahnverbindung zwischen Leipzig und Breslau möglich.
Am 10. Oktober 1843 konstituierte sich das Sächsisch-Schlesische Eisenbahn-Comité als Aktiengesellschaft mit Sitz in Bautzen und Zittau. Zur Vereinfachung der Geschäftsführung verlegte die Gesellschaft noch im November ihren Sitz nach Dresden und konstituierte sich am 11. Dezember 1843 als Sächsisch-Schlesische Eisenbahngesellschaft. Diese verfügte durch die Aktienzeichnung über ein Startkapital von 6 Millionen Taler, an dem sich der sächsische Staat mit einem Drittel beteiligte. Er hatte sich damit ein wichtiges Mitspracherecht bei der Betriebsführung gesichert und behielt sich auch den späteren Ankauf der Strecke vor. Mit der Konzession wurde die SSE verpflichtet, die Eisenbahn zwischen Dresden und Görlitz bis zum 1. Juli 1847 zu vollenden und, wenn sich bis dahin keine weitere Aktiengesellschaft gefunden hätte, auch eine Zweigstrecke von Löbau über Herrnhut nach Zittau zu errichten. Das erwies sich jedoch später als unrealistisch. So wurde 1845 eine Löbau-Zittauer Eisenbahn-Gesellschaft gegründet, der diese Aufgabe zufiel; die Betriebsführung der 1848 eröffneten Bahnstrecke Zittau–Löbau übernahm jedoch die SSE.
Am 10. Juni 1844 erfolgte der erste Spatenstich und da an mehreren Abschnitten (Sektionen) gleichzeitig gearbeitet wurde, konnte die SSE vom Sächsisch-Schlesischen Bahnhof in Dresden aus
- am 17. November 1845 bis Radeberg,
- am 22. Dezember 1845 bis Bischofswerda,
- am 23. Juni 1846 bis Bautzen,
- am 23. Dezember 1846 bis Löbau,
- am 1. Juli 1847 bis Reichenbach/O.L. und
- am 1. September 1847 bis Görlitz

den regulären Verkehr aufnehmen. Gleichzeitig erfolgte dies auch bei der von Osten herangeführten Niederschlesisch-Märkischen Eisenbahn. Auf sächsischer Seite lag zunächst nur das Streckengleis Dresden–Görlitz, erst ab Reichenbach war die Trasse schon zweigleisig ausgelegt. Die SSE endete an der Nordseite eines gemeinsamen Empfangsgebäudes, die NME an dessen Südseite. Lediglich ein Übergangsgleis verband beide Eisenbahnen; alle betrieblichen Anlagen und Erfordernisse blieben noch lange Zeit getrennt.
1850 bot der Fahrplan fünf Zugpaare täglich zwischen Dresden und Görlitz an, davon drei als Eilzüge. Die kürzeste Fahrzeit für die 102,1 km betrug 150 Minuten bei fünf Zwischenhalten, die längste 240 Minuten bei Halt an vierzehn Zwischenstationen.
Für den Bahnbau kamen neben auswärtigen Fachleuten (Ingenieure, Geometer, Schacht- und Sprengmeister) auch tausende ortsnahe Arbeitskräfte zum Einsatz. Die umfangreichen Erdbewegungen für Dammschüttungen und Einschnitte wurden als Lohnfuhren an landwirtschaftliche Betriebe oder an Tagelöhner – die zumeist ihre persönlichen Schaufeln und Schubkarren mitbringen sollten – vergeben. Eine Missernte und schwere Arbeitsbedingungen bei dem Einschnitt östlich von Reichenbach/O.L., wo bis zu 800 Arbeiter gleichzeitig tätig waren, lösten am 29. November 1845 einen eintägigen Streik für bessere Entlohnung aus; in dieser Größenordnung für damalige Verhältnisse ein völlig neues Phänomen.
Die nach Norden fließenden Gewässer des Lausitzer Berglandes erforderten zahlreiche Brückenbauten. Die größten überbrücken die Täler des Schwarzwassers bei Demitz-Thumitz, die Spree bei Bautzen und das Löbauer Wasser. Bis auf den Löbauer Viadukt, der nach seiner Garantiezeit am 1. Januar 1855 einstürzte und erneuert werden musste, haben alle den stetig wachsenden Lasten und Geschwindigkeiten bis heute standgehalten.
Die Eröffnung der Teilstrecke bis Bautzen am 23. Juni 1846 wurde symbolisch besonders aufgewertet, sogar der sächsische König Friedrich August II. nahm daran teil. Ganz bewusst wählte man dafür die Lokomotiven SAXONIA und LUSATIA aus, mit denen das neue Verkehrsmittel die dauerhafte Verbindung zwischen den sächsischen Erblanden und dem Markgraftum Oberlausitz ausdrücken sollte. Wenig Grund zur Freude hatten dagegen die festlich gekleideten Teilnehmer des offiziellen Eröffnungszuges nach Löbau am 16. Dezember 1846. In dem schneereichen Winter 1846/1847 blieb dieser vier Kilometer östlich von Bautzen bei Rabitz in einem total verwehten Einschnitt stecken, und die Ehrengäste mussten nach Bautzen zurücklaufen; die örtliche Presse berichtete darüber mit großer Schadenfreude. Der Zugbetrieb wurde dann ohne weitere Formalitäten eröffnet. In Görlitz sah man am 1. September 1847 keine gekrönten Häupter; der preußisch-sächsische Eisenbahnkrieg warf schon seine Schatten voraus.
Am 31. Januar 1851 ging die SSE nach Erwerb der restlichen Aktien in Staatsbesitz über und wurde 1858 in die Östliche Staatsbahn eingegliedert. Nach der in Görlitz beginnenden Kilometrierung wird die Bahnstrecke Görlitz-Dresden heute in Sachsen als GD-Linie geführt.
Der 15 km lange Streckenabschnitt auf preußischem Gebiet bei Görlitz wurde auf Grund des Friedensvertrages von 1866 an den preußischen Staat übertragen, aber weiter von Sachsen betrieben.

## Lokomotiven
Die ersten Lokomotiven wurden noch von der Firma Robert Stephenson aus England beschafft. Sie erhielten fast ausschließlich Namen nach Orten des Bahngebietes: GERMANIA, DRESDEN, LUSATIA, SAXONIA, BAUTZEN, GÖRLITZ (1845), STEPHENSON, SILESIA, RADEBERG, BISCHOFSWERDA, LÖBAU und REICHENBACH (1846). 1850 kamen noch zwei Maschinen dazu: BORUSSIA und AUSTRIA. Als Maschinen der Gattung 1Bn2 haben sie (mit einem festen Achsstand von 3170 mm zwischen Vorlauf- und hinterer Treibachse und einem Dienstgewicht von bis zu 28 t) am besten den vorgesehenen Einsatzbedingungen mit dem anspruchsvollen Aufstieg aus dem Elbtal entsprochen.